# Johannes Weiss (combiné nordique)
Ne doit pas être confondu avec Johannes Weiss.
Johannes Weiss est un coureur autrichien du combiné nordique né le 25 janvier 1989 et actif en compétitions internationales de 2005 à 2012.
Il a remporté le titre par équipes lors championnats du monde juniors en 2007 (pl) avec Marco Pichlmayer, Tomaz Druml et Alfred Rainer. Il termine deuxième de l'épreuve par équipe l'année suivante (pl) avec Dominik Dier, Robert Hauser (de) et Tomaz Druml.
Il a également terminé deux fois sur le podium en coupe continentale. Il termine troisième d'une course à Klingenthal en 2009 et deuxième d'un relais à Kranj en 2012.

## Biographie

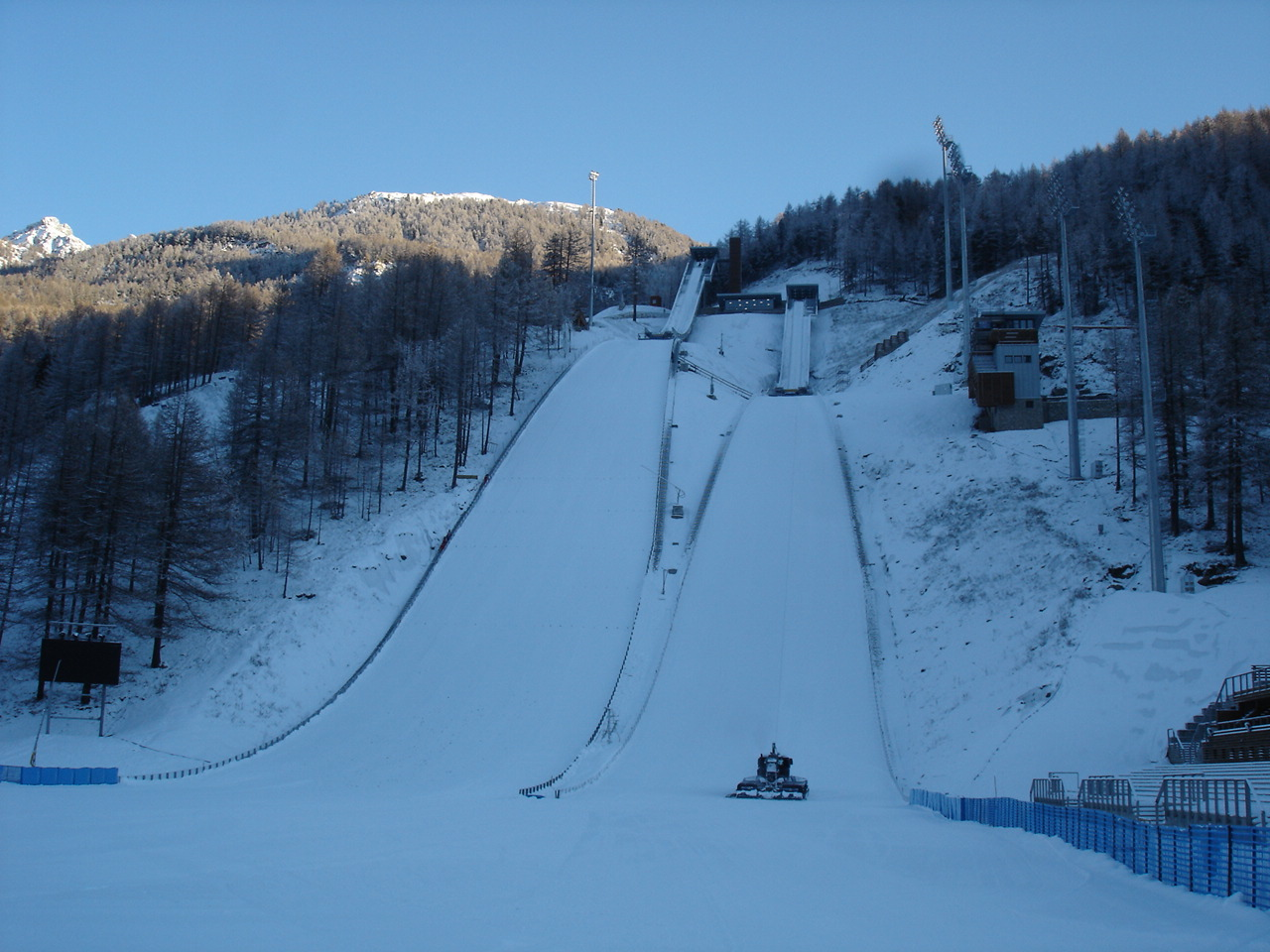
Tremplin olympique de Pragelato

Il commence en Alpen Cup à Pragelato le 12 mars 2005. Il se classe dernier (52e) de cette course remportée par Jason Lamy-Chappuis. Lors de la saison 2005-2006, il participe à plusieurs courses de l'Alpen Cup et il marque des points à deux reprises. Il se classe 55e au classement général de la compétition qui est remportée par Toni Englert (pl).
Il commence la saison 2006-2007 en Alpen Cup à Seefeld où il se classe 21e et 8e. Il dispute ensuite ses deux premières courses en coupe du monde B à Val di Fiemme. Il signe ensuite une 4e place à Planica en Alpen Cup sur un sprint dominé par les autrichiens (cinq au cinq premières places). Lors des championnats du monde juniors à Tarvisio en 2007, il remporte le titre dans le relais avec Marco Pichlmayer, Tomaz Druml et Alfred Rainer,. Lors de l'été 2007, il participe à deux manches de l'Alpen Cup à Oberstdorf où il se classe 18e et 13e ce qui lui permet de classer à la 15e au classement général.
Il commence la saison 2007-2008 en coupe du monde B à Høydalsmo. Il ne participe pas à la mass start puis abandonne dans le Gundersen avant de terminer 39e lors du sprint. Il participe ensuite à quatre courses de l'Alpen Cup. Il signe deux podiums à Seefeld. Il revient en coupe du monde B à Chaux-Neuve où il se classe 8e du sprint. Il signe ensuite sa meilleure performance individuelle en Alpen Cup; il se classe deuxième à Kranj en février 2008. Lors des championnats du monde junior de ski nordique 2008 (pl), son entraîneur, Robert Treitinger, vise pour lui un Top 8 et il termine 9e du sprint remportée par son compatriote Tomaz Druml. L'équipe autrichienne est un temps disqualifiée. mais elle se classe finalement 2e de l'épreuve par équipes. Le relais était également composé de Dominik Dier, Robert Hauser (de) et Tomaz Druml. Il termine la saison à Pragelato. Il se classe 3e et 4e en Alpen Cup puis 29e, 10e et 41e en coupe du monde B. Finalement, il termine 3e du classement général de l'Alpen Cup et 50e du classement général de la coupe du monde B.

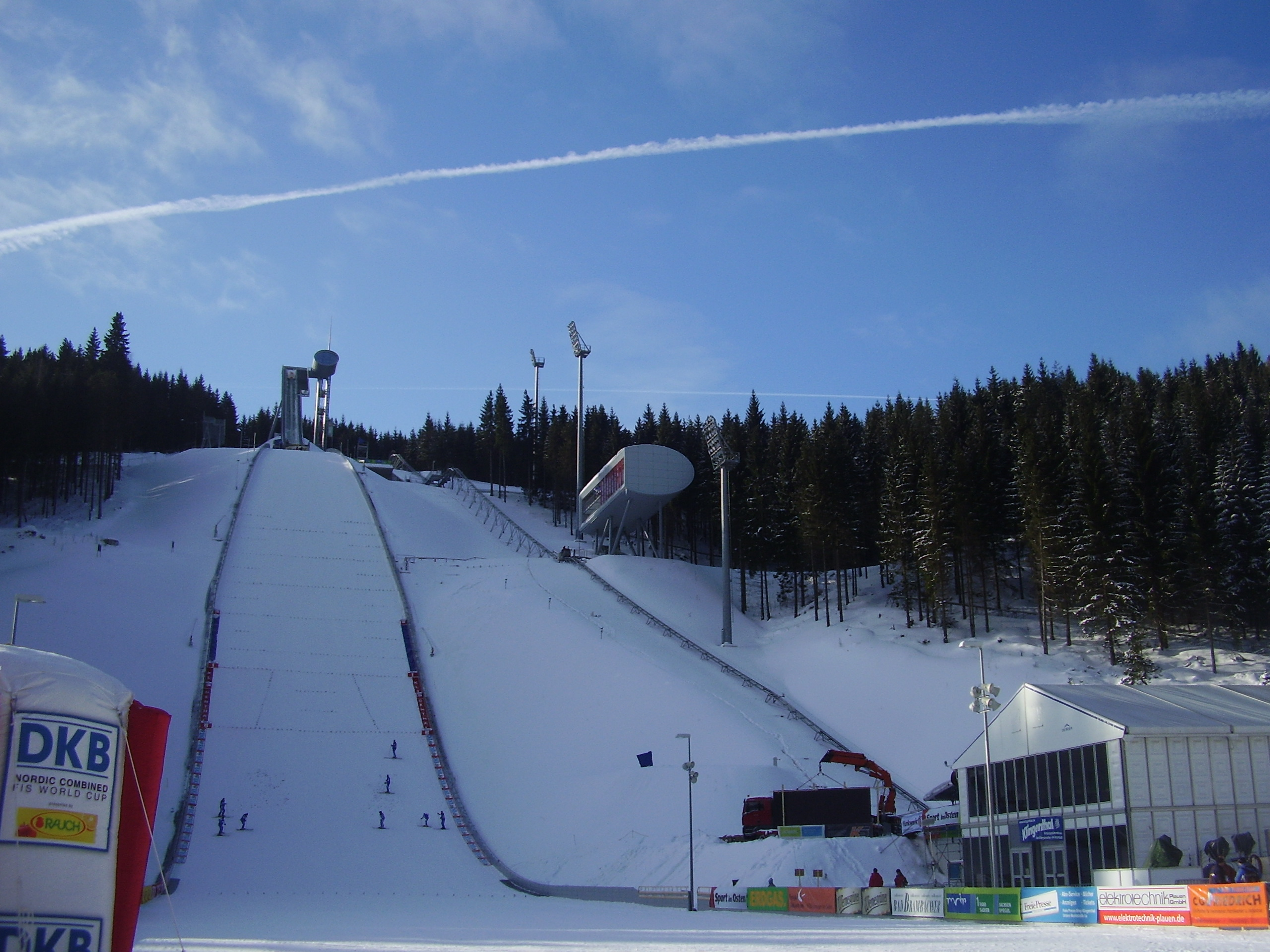
Le tremplin de Klingenthal

Lors de la saison 2008-2009, il intègre l'équipe de coupe continentale. Il signe son premier et seul podium (3e) en individuel à Klingenthal. Lors de cette course, il est battu au sprint par Andreas Günter et Ruben Welde. Il participe ensuite championnats du monde junior de ski nordique 2009 (pl) où il participe aux trois courses. Il se classe 13e du Gundersen, 15e du sprint (après avoir été leader après le saut) et 4e de l'épreuve par équipe. En février 2009, il participe à deux épreuves de la coupe du monde à Klingenthal. Il se classe 45e et 28e. Lors de cette course, il marque trois points en coupe du monde; ce sont les seuls de sa carrière. Il termine la saison en coupe continentale où il signe une 5e place à Rovaniemi (après avoir été leader après le saut).
Il est confirmé dans le groupe de coupe continentale pour la saison 2009-2010. Il passe l'intégralité de la saison en coupe continentale. Sa meilleure performance est une 5e place à Kuusamo. Lors de l'été 2010, il participe au Grand prix d'été où il se classe 33e et 15e à Oberwiesenthal et 32e au classement général. Lors de la saison 2010-2011, il participe à la coupe continentale et aux universiades. Lors de l'Universiade d'hiver de 2011, il abandonne dans les deux courses à cause d'une grippe,,. Son meilleur résultat de la saison est une 4e place en coupe continentale à Kuopio. La saison 2011-2012 est la dernière de sa carrière. Il participe à la coupe continentale et signe une deuxième place dans un relais avec Matthias Hochegger, Lukas Klapfer et Tobias Kammerlander à Kranj en février 2012,.

## Résultats

### Coupe du monde

#### Différents classements en coupe du monde
| Année     | Classement général final |
| 2008-2009 | 74e                      |

#### Détail des résultats
| Place / Épreuve | Place / Épreuve | Gundersen | Sprint | Mass Start | Team Sprint | Relais | Total |
| 1re place       |                 |           |        |            |             |        |       |
| 2e place        |                 |           |        |            |             |        |       |
| 3e place        |                 |           |        |            |             |        |       |
| Top 10          |                 |           |        |            |             |        |       |
| Points          | Points          | 1         |        |            |             |        | 1     |
| Départ          | Départ          | 2         |        |            |             |        | 2     |

### Coupe du monde B

#### Différents classements en coupe du monde B
| Année     | Classement général final |
| 2007-2008 | 50e                      |
| 2008-2009 | 20e                      |
| 2009-2010 | 18e                      |
| 2010-2011 | 21e                      |
| 2011-2012 | 31e                      |

#### Détail du podium individuel
| Édition | Épreuve                                 | Place |
| ------- | --------------------------------------- | ----- |
| 2009    | Klingenthal (Gundersen – HS140 / 10 km) | 3e    |

#### Détail du podium par équipe
| Édition | Épreuve                   | Coéquipiers                                              | Place |
| ------- | ------------------------- | -------------------------------------------------------- | ----- |
| 2012    | Kranj (HS 109 - 4 × 5 km) | Matthias Hochegger, Lukas Klapfer et Tobias Kammerlander | 2e    |

### Grand prix d'été de combiné nordique
| Année | Classement général final |
| 2010  | 32e                      |

### Championnats du monde junior
| Épreuve / Édition    | Épreuve / Édition    | Tarvisio 2007 | Zakopane 2008 | Strbske Pleso 2009 |
| Gundersen individuel | Gundersen individuel | -             | -             | 13e                |
| Sprint               | Sprint               | -             | 9e            | 15e                |
| Par équipe           | Par équipe           | 1re           | 2e            | 4e                 |

### Universiade
| Épreuve / Édition | Épreuve / Édition | Erzurum 2011 |
| Gundersen         | Gundersen         | Abandon      |
| Mass start        | Mass start        | Abandon      |

### Championnat d'Autriche
| Épreuve / Édition | 2005                             | 2006                             | 2007                             | 2008                             | 2009                             | 2010                             | 2011                             |
| Hiver             | Épreuve inexistante à cette date | Épreuve inexistante à cette date | Épreuve inexistante à cette date | Épreuve inexistante à cette date | Épreuve inexistante à cette date | Épreuve inexistante à cette date | Épreuve inexistante à cette date |
| Eté               | 16e (Sprint)                     | 20e (Sprint)                     | 15e (Mass start)                 | -                                | 10e (Gundersen)                  | 11e (Gundersen) 8e (Gundersen)   | 12e (Gundersen)                  |